# Audiovisuelle Medien
Als audiovisuelle Medien (AV-Medien) werden synchrone technische Kommunikationsmittel bezeichnet, die die visuellen und auditiven Sinne des Menschen (Sehen und Hören) durch Ton und Bild bedienen. AV-Medien können analog (z. B. ein VHS-Videoband) oder digital (z. B. ein MPEG-codiertes Video) sein. Sie entstanden aus der Zusammenführung von Bildprojektion und Tonspeicherung Ende der 1920er Jahre. In aktuellen Kontexten werden teilweise auch multimediale Onlineangebote zu den audiovisuellen Medien gezählt.
Analoge AV-Medien sind beispielsweise 8-mm-Filme und 16-mm-Filme. Digitale Medien werden oft unter dem Begriff Multimedia zusammengefasst und beinhalten moderne Filme, Videos und Medien im Internet.

## Nutzung
Audiovisuelle Medien prägen mittlerweile den Alltag vieler Menschen. Im Jahr 2016 betrug laut einer Studie der durchschnittliche AV-Medienkonsum in Deutschland 8,5 Stunden pro Tag, wovon das Fernsehen die meiste Zeit in Anspruch nahm. 2021 liegt der durchschnittliche tägliche Konsum audiovisueller Medien bei 10 Stunden pro Tag und der Medienkonsum insgesamt bei 11 Stunden 18 Minuten pro Tag.

## Audiovisuelle Geräte
Um audiovisuelle Medien zu produzieren oder wiedergeben zu können, braucht es einige, teils kostspielige Geräte.
- Kameras: Filmkameras und Videokameras sind wichtige Bestandteile in der Produktion von AV-Medien. Die Erfindung und Weiterentwicklung der Kamera hat eine neue Ära des Medienkonsums begonnen.
- Rekorder: Videorekorder oder MAZ sind Geräte zum Aufnehmen von Audio.
- Programme: Computerprogramme wie Adobe After Effects, Blender, Maya oder Cinema 4D ermöglichen es, 2D und 3D Animationen zu erstellen.
- Wiedergabe: Die Wiedergabe kann auf Projektoren wie einem Diaprojektor, Filmprojektor, Videoprojektor oder Bildschirmen wie Fernsehgeräte, Computermonitore und Smartphones erfolgen.

## Studium
Audiovisuelle Medien wird als Studiengang an folgenden Bildungseinrichtungen angeboten:
- Berlin – Beuth Hochschule für Technik Berlin, ab 2011 – Screen Based Media
- Berlin – Hochschule der populären Künste
- Kiel – Fachhochschule Kiel (Multimedia Production mit Schwerpunkt audiovisuelle Medien)[5]
- Köln – Kunsthochschule für Medien Köln
- Köln – Köln International School of Design
- Stuttgart – Hochschule der Medien Stuttgart[6]
- Marburg – Philipps-Universität
- Wuppertal – Bergische Universität Wuppertal (Design Audiovisueller Medien im kombinatorischen Bachelor of Arts)
- Zürich – Hochschule der Künste (Cast/Audiovisuelle Medien)